# Библиотека Даккского университета
Библиотека Университета Дакки — центральная библиотека Университета Дакки, которая была основана в 1921 году с коллекцией из восемнадцати тысяч книг, полученных из колледжа Дакки и юридического колледжа. Сейчас в библиотеке имеется более шести миллионов восьмидесяти тысяч (680 000) книг и журналов. Более того, здесь хранится около тридцати тысяч редких рукописей. Библиотека Университета Дакки — крупнейшая в стране. 
Здание университета расположено рядом с главным центром TSC на пути к зданию художественного факультета Чарукала Университета Дакки . Вся деятельность библиотеки осуществляется в трех отдельных зданиях, а именно. административное здание, главное здание библиотеки, пристройка и здание научной библиотеки. В настоящее время общая площадь зданий составляет 150 830 квадратных футов. Но ранее общая площадь библиотеки Университета Дакки составляла 140 750 квадратных футов. Он построен из кирпича и цемента, с широкими окнами и простором.

## История
Библиотека начала свою деятельность в 1921 году с 877 студентов, 60 преподавателей, 12 отделений, трех факультетов искусства, науки и права. Затем библиотеку разместили в помещении Медицинского колледжа и больницы Дакки, а позже перенесли на первый этаж здания, расположенного на северном берегу пруда, в помещении Керзон-холла. Позже библиотека была переведена в нынешнее здание Центральной библиотеки. Бывший директор колледжа Дакки был первым библиотекарем библиотеки университета Дакки.

## Административное здание
В административном здании расположены административный отдел, рукописи, репрография, корпус комплектования, обработки, периодические издания, бухгалтерия, семинар, отдел старых газет, ресурсный центр для слабовидящих студентов и кибер-центр.

## Здание научной библиотеки
На первом этаже Научного корпуса расположены 4 читальных зала. Одновременно читать могут около 400 студентов. Читальные залы оборудованы кондиционерами. На первом этаже также имеется справочная комната. Преподаватели, исследователи и студенты могут использовать эти и справочные инструменты здесь. Для учителей предусмотрены отдельные места. Преподаватели, научные сотрудники, аспиранты, офицеры и сотрудники могут выдать 10 книг, 3 книги на 14 дней.
На каждом этаже Главного корпуса и Научного корпуса для читателей имеется ящик для жалоб. Они могут подать любую жалобу в ящик для удовлетворения жалоб. Эти ящики открываются каждую неделю и принимаются соответствующие меры. Кроме того, на каждом этаже есть старший сотрудник, который выполняет функции ответственного за этаж. Читатели могут сообщить ему о любых проблемах для скорейшего решения. Если ему это не удастся, читатели могут сообщить об этом библиотекарю, чтобы тот принял необходимые меры.

## Текущее состояние
Сейчас в библиотеке имеется 621 058 томов книг и журналов в переплете. Кроме того, здесь хранится более 30 000 редких и старинных рукописей, многочисленные микрофильмы и микрофиши. Коллекция этого заведения постепенно увеличивается с каждым днём. Только за 2007-2008 годы в дар поступило 3188 книг и добавлено 187 наименований журналов. Сумма Тк. На приобретение книг и журналов в этом учебном году в бюджете было выделено 9,9 миллиона долларов. Бюджет ежегодно поступает от правительства Бангладеш через UGC. Тем не менее здесь можно отметить, что необходимые книги и журналы не могут быть закуплены в соответствии с потребностями различных ведомств из-за нехватки средств. И большинство студентов приходят сюда, чтобы прочитать исследования, связанные с государственной работой.